# Rhytiphora maculicornis
Rhytiphora maculicornis là một loài bọ cánh cứng trong họ Cerambycidae.